# Форрест (Іллінойс)
Форрест (англ. Forrest) — селище (англ. village) в США, в окрузі Лівінґстон штату Іллінойс. Населення — 1041 особа (2020).

## Географія
Форрест розташований за координатами 40°45′3″ пн. ш. 88°24′35″ зх. д. / 40.75083° пн. ш. 88.40972° зх. д. (40.750892, -88.409683).  За даними Бюро перепису населення США в 2010 році селище мало площу 1,75 км², уся площа — суходіл.

## Демографія
Згідно з переписом 2010 року, у селищі мешкало 1220 осіб у 469 домогосподарствах у складі 315 родин. Густота населення становила 696 осіб/км².  Було 510 помешкань (291/км²).
Расовий склад населення:
| - 95,9 % — білих - 0,4 % — чорних або афроамериканців - 0,2 % — азіатів - 2,8 % — осіб інших рас |

До двох чи більше рас належало 0,7 %. Частка іспаномовних становила 6,1 % від усіх жителів.
За віковим діапазоном населення розподілялося таким чином: 26,0 % — особи молодші 18 років, 59,2 % — особи у віці 18—64 років, 14,8 % — особи у віці 65 років та старші. Медіана віку мешканця становила 35,9 року. На 100 осіб жіночої статі у селищі припадало 99,3 чоловіків;  на 100 жінок у віці від 18 років та старших — 98,0 чоловіків також старших 18 років.
Середній дохід на одне домашнє господарство  становив 62 818 доларів США (медіана — 52 813), а середній дохід на одну сім'ю — 74 386 доларів (медіана — 65 962). Медіана доходів становила 37 159 доларів для чоловіків та 37 692 долари для жінок. За межею бідності перебувало 16,4 % осіб, у тому числі 26,3 % дітей у віці до 18 років та 6,5 % осіб у віці 65 років та старших.
Цивільне працевлаштоване населення становило 628 осіб. Основні галузі зайнятості: виробництво — 24,7 %, освіта, охорона здоров'я та соціальна допомога — 18,5 %, роздрібна торгівля — 13,5 %, будівництво — 9,6 %.